# František Linhart
František Linhart (7. října 1882 Kracovice – 18. dubna 1959 Praha) byl moravský pedagog, spisovatel, teolog, filozof, profesor a děkan Husovy československé evangelické fakulty bohoslovecké.

## Život
Narodil se jako první dítě v rodině rolníka Josefa Linharta (1858/1859) a Marie Papulové (1858/1859). 1. srpna 1912 se v Praze oženil s Ludmilou Sedláčkovou (1888).
V roce 1901 absolvoval gymnázium v Třebíči. Pak studoval češtinu a němčinu na Filozofické fakultě Univerzity Karlovy. Působil jako učitel na středních školách: 1906–1907 v Brně, 1907–1921 na reálce v Novém Městě na Moravě.
Narodil se jako katolík. Pod vlivem Tomáše Garrigue Masaryka přestoupil k Českobratrské církvi evangelické. V roce 1920 získal titul doktora filozofie na Filozofické fakultě Univerzity Karlovy (rigoróza z filozofie a slovanské filologie), v roce 1921 habilitoval na Husově československé evangelické fakultě bohoslovecké. V roce 1927 byl jmenován mimořádným a v roce 1931 řádným profesorem dějin a filozofie náboženství. V letech 1932–1933 a 1948–1949 byl děkanem fakulty, v roce 1953 byl penzionován.
Byl zastáncem liberálního křídla protestantismu s velkým důrazem na sociální aspekty. Byl velmi ovlivněn dílem švýcarského náboženského socialisty Leonharda Ragaze. Překládal jeho díla a podle jeho vzoru vydával v letech 1936–1939 časopis Nová cesta a založil Sdružení náboženských socialistů.
Po druhé světové válce se pokoušel o sblížení křesťanství a marxismu, což vyjádřil ve své přednášce Dialektický materialismus a křesťanství při nástupu do druhého děkanského období. Tato cesta byla ale oboustranně nepřijatelná.

## Dílo

### Spisy
- Česká reformace, Nové Město: František Srba, 1912
- Úkoly a methoda dnešní filosofie náboženství – dizertace, rukopis. Praha: Univerzita Karlova, 1920
- Náboženství a kultura, Praha: Kalich, 1925
- Úvod do filosofie náboženství, Praha: Sfinx, Bohumil Janda, 1930
- Masaryk a náboženství, Praha: Kostnické Jiskry, 1930
- Leonhard Ragaz, prorok naší doby, Praha: Svaz národního osvobození, 1935
- Ježíšův význam v dějinách, Praha: Václav Petr, 1940
- Masaryk a budoucnost náboženství, Praha: Tiskové a nakladatelské družstvo Blahoslav, 1946
- Dialektický materialismus a křesťanství: přednáška, Praha: Akademický klub Tábor, 1947
- Náboženství a světový názor, Praha: Orbis, 1949

### Překlady
- Neznámý čínský autor: Bílé vlaštovky – in: 1000 nejkrásnějších novel... č. 53. Praha: J. R. Vilímek, 1913
- Neznámý čínský autor: Pivoňky – in: 1000 nejkrásnějších novel... č. 66. Praha: J. R. Vilímek, 1914
- Leonhard Ragaz: Od Krista k Marxovi, od Marxe ke Kristu, spolu s Jaroslavem Šimsou, Praha: Jan Laichter, 1935
- John Macmurray: Tvůrčí společnost: studie o poměru křesťanství a komunismu, Praha: Nová cesta, 1936
- Leonhard Ragaz a Otto Bauer: Nové nebe a nová země!: výzva k náboženské a sociální obnově, Praha: Nová cesta, 1938